# Phibisa pupieri
Phibisa pupieri là một loài bọ cánh cứng trong họ Elateridae. Loài này được Fleutiaux miêu tả khoa học vào năm 1903.